# テオドール・シュテファン・フレイヘル・フォン・ノイホフ

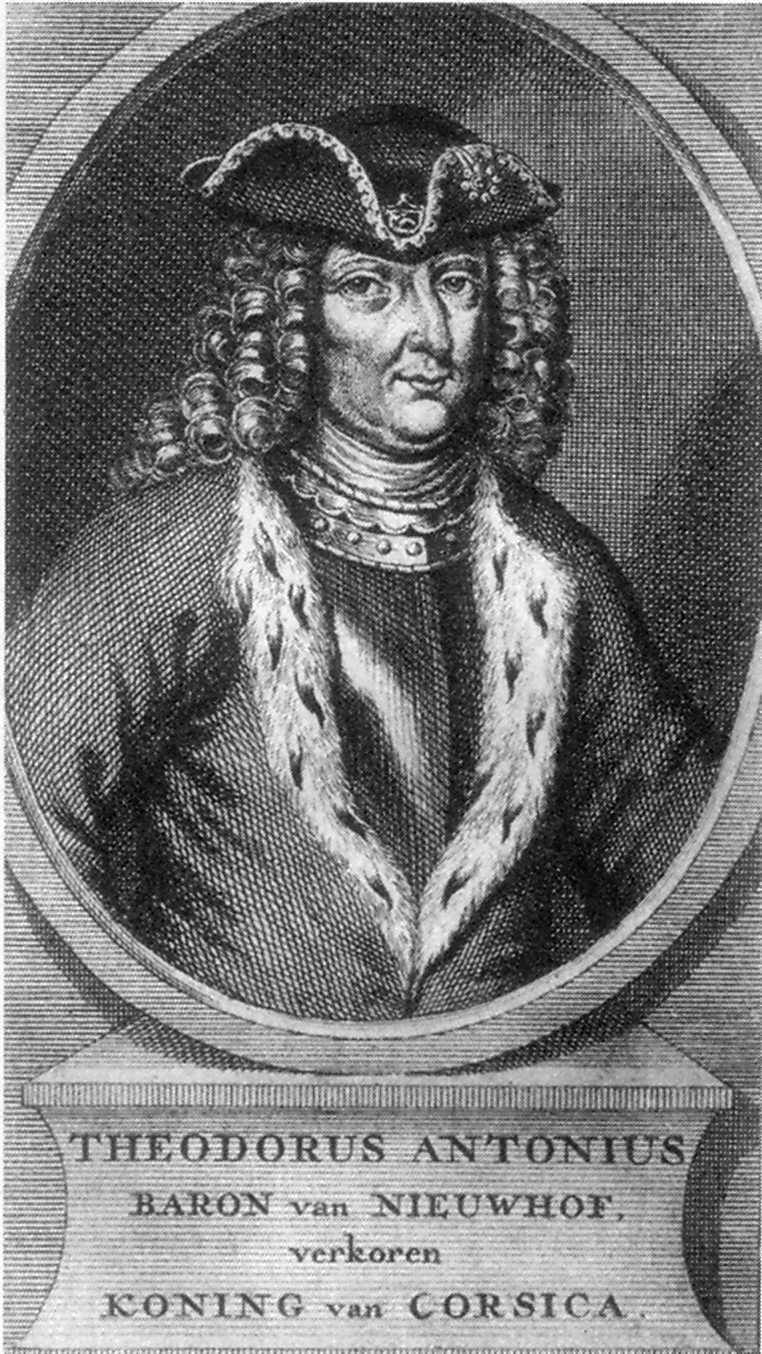
テオドール・フォン・ノイホフ

テオドール・シュテファン・フレイヘル・フォン・ノイホフ （ドイツ語: Theodor Stephan Freiherr von Neuhoff 1694年8月25日 - 1756年12月11日）は、ドイツ人の貴族。テオドーロ1世（イタリア語: Teodoro I）として一時期コルシカ王位についた。

## 生涯

### 各国での活動
1694年8月25日、ケルンでヴェストファーレン貴族の息子として生まれる。フランス宮廷で教育を受け、フランス軍、後スウェーデン軍で軍務についた。カール12世に仕えていたゲルツ男爵がノイホフの策謀の能力を見出し、彼をまずイングランド、次いでスペインに派遣し、フェリペ5世の大臣ジュリオ・アルベローニ枢機卿との交渉の任に当たらせた。しかしこれに失敗したノイホフは、スウェーデンに帰国するもまたスペインに舞い戻ってアルベローニに仕え、彼が四国同盟戦争の末に失脚して亡命したのちはリッペルダ男爵に仕えた。この間にノイホフは大佐となり、王妃の女官の一人と結婚した。しかし彼は新妻を捨ててフランスへ赴き、ジョン・ローに接触してミシシッピ計画にかかわった。その後、ノイホフはポルトガル、ネーデルラント、イタリアを転々とした。

### コルシカ王国の建国と崩壊

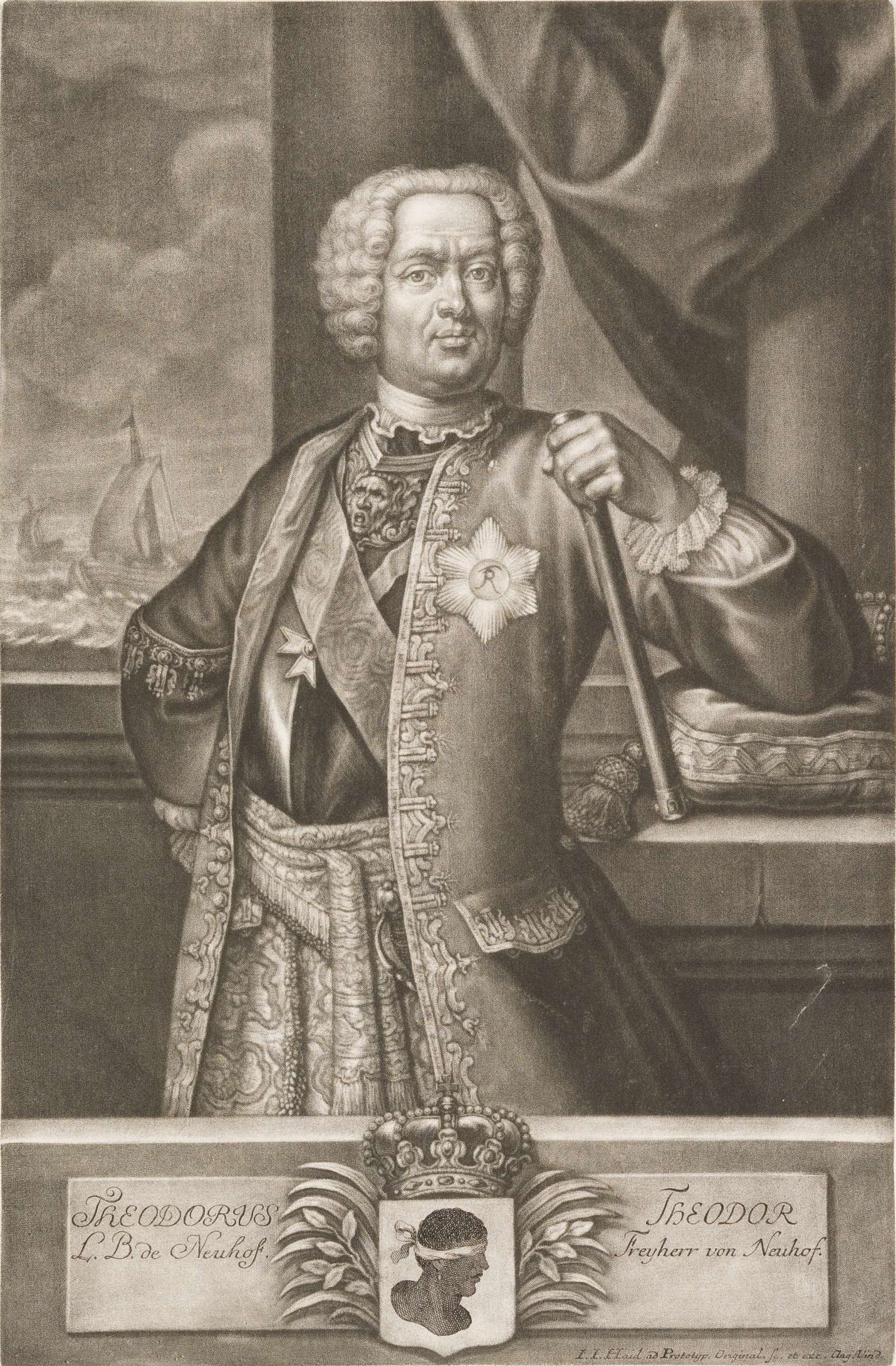
テオドール・フォン・ノイホフ (シャドのメゾチント、1740年ごろ) 下部にコルシカのシンボル「ムーア人の横顔」が見える。

ジェノヴァにおいて、ノイホフはコルシカの独立運動家たちと知己を得た。彼らはノイホフにジェノヴァ共和国の圧政からコルシカを救うよう求めるとともに、「コルシカ王」となることを持ちかけた。これに応じたノイホフは、チュニジアのフサイン朝のベイの助力を得て、1736年3月に軍勢を連れてコルシカ島に上陸した。島民はノイホフをコルシカ王に選出し、戴冠した。ノイホフはテオドーロ1世を名乗り、王として騎士団創設やジェノヴァ共和国との戦争を命じる勅令を発した。当初は度々勝利を収めたものの、コルシカ独立派内の抗争が勃発し、最終的に敗北した。共和国はノイホフの首に懸賞金をかけるとともに彼のスキャンダラスな過去を暴く文書を出版した。コルシカ島上陸からわずか8か月後の11月、ノイホフは外国の援助を求めに行く体でコルシカ島を逃れた。スペインやナポリ王国に保護を求めた後ホラントに向かったが、アムステルダムで借金を理由に一時拘束された。

### 再起の試みと死
自由を回復したノイホフは甥を軍需品とともにコルシカに送り込み、自らも1738年、1739年、1743年の3回にわたりコルシカに戻ったが、ジェノヴァ共和国とフランスによるコルシカ島支配を覆すことはできなかった。1749年、イングランドに赴いたノイホフは支援者を募ったが、借金を重ねた末にロンドンの債務者牢獄に入れられた。1755年、ノイホフは破産を宣言し、コルシカ王国の王としての権利を債権者に渡すことで解放された。その後はホレス・ウォルポールら数人の友人の援助を受けてロンドンに暮らし、1756年に62歳で死去した。
フレデリック大佐と称する人物 (c. 1725–1797)は、ノイホフの息子であると主張してコルシカ王国とカプレーラ公国を請求した。彼はプロイセン王フリードリヒ2世の軍隊で従事し、後ヴュルテンベルク公のエージェントとしてロンドンで活動した。彼は「父」ノイホフの生涯をまとめたとする"Memoires pour servir a l'histoire de la Corse"を執筆し、1768年にロンドンでフランス語版と英語版を出版した。1795年、これを増補した『コルシカの記述』 を出版した。ここでは、コルシカ王国を大英帝国の一部であったとする記述が追加されている。

## 墓誌

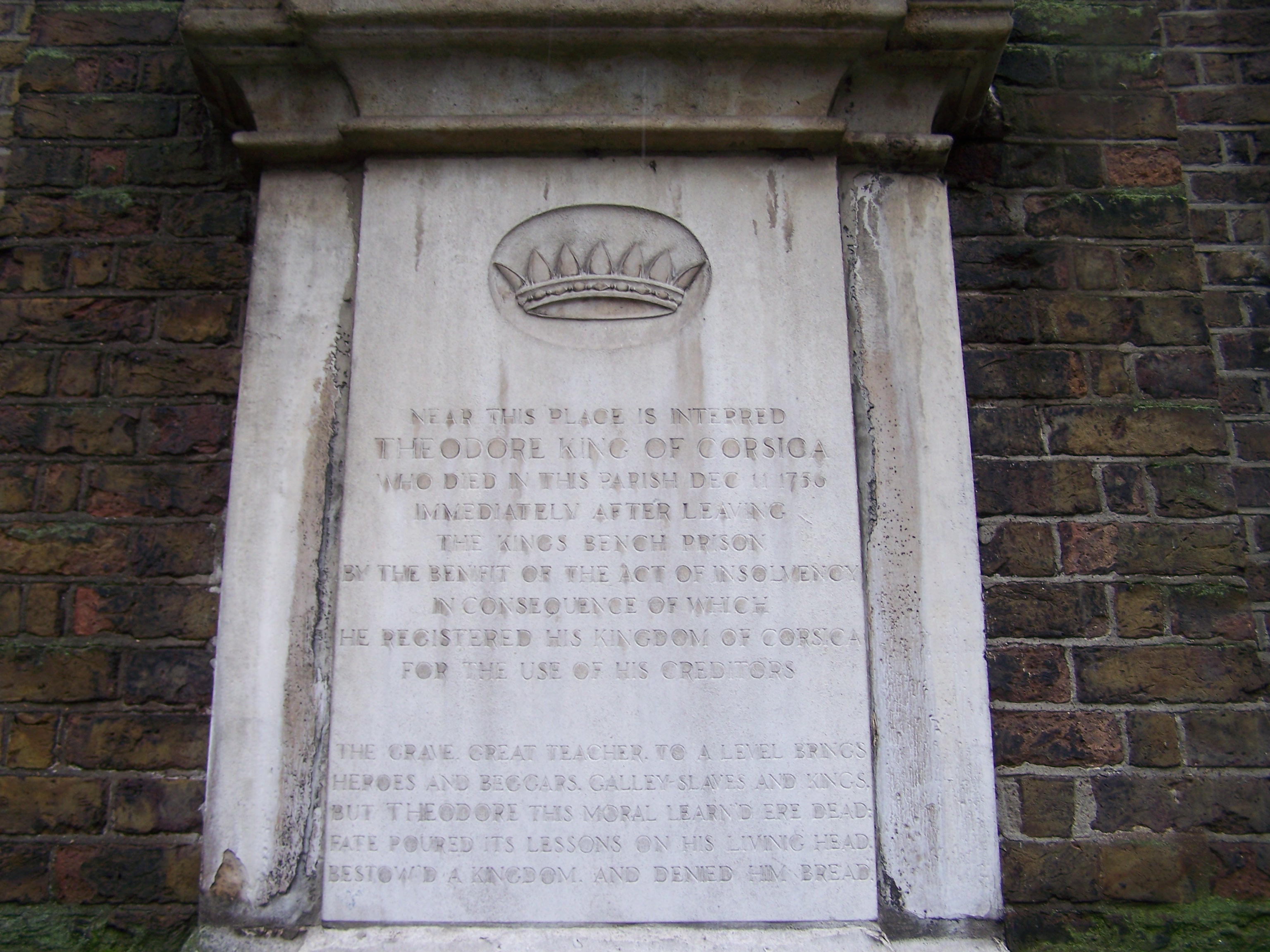
テオドール・フォン・ノイホフのエピタフ

ノイホフはロンドン・ソーホーの聖アン教会に埋葬された。エピタフはホレス・ウォルポールが書いた。